# Escolas Públicas de Elizabeth
Escolas Públicas de Elizabeth (Elizabeth Public Schools, EPS) e um  distrito na cidade de Elizabeth condado de Union no estado de Nova Jersey , EUA.(em inglês) Este distrito e um de 31 distritos especiais conhecidos por "Abbot" criados em 1985 para melhorar nívêis da educação pública do estado.  O distrito e um dos maiores em Nova Jérsei, com comunidades multi-culturais, e estudantes com origens de 50 países e 37 línguas..(em inglês)

## História
No ano escolar de 2009-10, estavam em funcionamento 32 escolas com 2.066 professores a tempo inteiro e foram matriculados 22.068 alunos, para um Rácio aluno-professor de 10,68.(em inglês)O distrito está classificado pelo Departamento de Escolas de Nova Jérsei como distrito factor grupo "A", o valor mais baixo de oito classificações. De estatura de baixo estado socioeconómico para alto as categorias são  A, B, CD, DE, FG, GH, I e J.

## Reconhecimentos e Prémios
No ano escolar de 1008-09, a Escola Básica Victor Mravlag nº21  foi reconhecida com o prémio de Excelência Blue Ribbon School(em inglês) pelo Departamento de Educação dos Estados Unidos,(em inglês) a maior reconhecimento de mérito que as Escolas Americanas podem receber.(em inglês)(em inglês) No ano escolar de 2006-07, a Escola William F. Halloran Alternative nº22  foi uma de quatro escolas em Nova Jérsei premiadas com o prémio Blue Ribbon Award.(em inglês) Em 2007 a Escola Dr. Albert Einstein Academy School No. 29  foi seleccionada para um grupo de 24 escolas para cooperar no programa Escola Exploradora da NASA.(em inglês) O programa do jornal (The Washington Post's) de 2011 "Competições das Escolas Secundárias", a continuação de uma lista das melhores escolas anteriormente publicada pela Newsweek, classificou a Escola  Elizabeth High School como o segundo melhor Liceu em Nova Jérsei; número 176 nas lista dos Estados Unidos.

## Escolas

### Secundárias/Colégios
- Elizabeth High School(em inglês)
- en:Alexander Hamilton Preparatory Academy(em inglês)
- Admiral William F. Halsey Leadership Academy(em inglês)
- John E. Dwyer Technology Academy(em inglês)
- en:Thomas Jefferson Arts Academy(em inglês)
- en:Thomas A. Edison Academy for Career and Technical Education(em inglês)

### Básicas/Preparatórias
- George Washington School No. 01(em inglês)
- Winfield Scott School No. 02(em inglês)
- Nicholas S. La Corte-Peterstown School No. 03(em inglês)
- Joseph Battin School No. 04(em inglês)
- Mabel G. Holmes School No. 05(em inglês)
- Marquis de Lafayette School No. 06(em inglês)
- Terence C. Reilly School No. 7(em inglês)
- Elmora School No. 12(em inglês)
- Benjamin Franklin School No. 13(em inglês)
- Abraham Lincoln School No. 14(em inglês)
- Christopher Columbus School No. 15(em inglês)
- Madison-Monroe School No. 16(em inglês)
- Robert Morris School No. 18(em inglês)
- Woodrow Wilson School No. 19(em inglês)
- John Marshall School No. 20(em inglês)
- Victor Mravlag School No. 21 (Currently located inside School 31)(em inglês)
- William F. Holloran No. 22 (Currently located inside School 31)(em inglês)
- Nicholas Murray Butler School No. 23(em inglês)
- Charles J. Hudson School No. 25(em inglês)
- Dr. Orlando Edreira Academy School No. 26(em inglês)
- Dr. Antonia Pantoja School No. 27(em inglês)
- Juan Pablo Duarte - José Julián Martí School No. 28 (Currently located inside School 05)(em inglês)
- Dr. Albert Einstein Academy School No. 29(em inglês)
- Ronald Reagan School No. 30(em inglês)
- Monsignor João S. Antão School No. 31(em inglês)

### Educação Infantil
- Frances C. Smith Center for Early Childhood Education No. 50(em inglês)
- Donald Stewart Center for Early Childhood Education No. 51(em inglês)
- Dr. Martin Luther King, Jr. Center for Early Childhood Education No. 52(em inglês)

### Em Desenvolvimento
- Frank J. Cicarell Academic High School(em inglês)
- New Building for Victor Mravlag School No. 21(em inglês)

## Administração
O conselho escolar do distrito têm um presidente, um vice-presidente, e uma Assembleia de sete membros
- Pablo Muñoz, Superintendente das Escolas
- Harold Kennedy, Gestor Administrador / Presidente da Assembleia